# Ланселот Голланд
Ланселот Ернест Голланд (англ. Lancelot Ernest Holland; нар. 13 вересня 1887, Міддлтон Чейні — пом. 24 травня 1941, Атлантичний океан) — британський воєначальник, віцеадмірал Королівського військово-морського флоту Великої Британії, учасник Першої та Другої світових воєн.

## Біографія
Ланселот Ернест Голланд народився 13 вересня 1887 року у селі та цивільній парафії Міддлтон Чейні у Західному Нортгемптонширі і був одним із шести синів і дочки лікаря, який також був пивоваром фірми Hunt Edmunds. Виріс у Банбері, Оксфордшир. 15 травня 1902 року поступив на службу до Королівського флоту. У вересні 1903 року завершив курс навчання на кораблі «Британія». Перше офіцерське призначення отримав на Китайську станцію, до серпня 1905 року служив на панцерному крейсері «Гемпшир».
Військова кар'єра
- 15 травня 1902 — кадет ВМС
- 15 вересня 1903 — мічман
- 15 листопада 1905 — суб-лейтенант
- 15 листопада 1906 — лейтенант
- 31 грудня 1919 — командер
- 30 червня 1926 — капітан
- 11 січня 1938 — контрадмірал
- 1 серпня 1940 — віцеадмірал

Влітку 1908 року продовжив службу на оглядовому судні Адміралтейства «Рісеч». Проте геодезичні служби виявились не сильною стороною Голландії, і через три роки, 14 вересня 1911 року, молодий лейтенант Голланд перевівся на «Екселент», артилерійську школу Королівського флоту на острові Вейл у Портсмутській бухті, щоб розпочати «довгий курс» навчання, який кваліфікував би його як артилерійського лейтенанта.
Отримавши цю кваліфікацію і пройшовши поглиблені артилерійські курси у Гринвічі, Голланд провів Першу світову війну, викладаючи на борту «Екселент». 31 грудня 1919 року він отримав звання командера та 30 червня 1926 року капітана.
У період з травня 1929 року по лютий 1931 року Голланд був флаг-капітаном 2-ї крейсерської ескадри на борту важкого крейсера «Гокінс». З травня 1931 по вересень 1932 року Голланд очолював британську військово-морську місію в Греції. Згодом з липня 1934 по липень 1935 року він був командиром лінкора «Рівендж».
Після перебування в посаді військово-морського ад'ютанта короля Георга VI у 1937 році став помічником начальника військово-морського штабу, а з січня 1939 року, після підвищення в контрадмірали, командував 2-ю бойовою ескадрою. У вересні, після спалаху під час Другої світової війни він був призначений контрадміралом, командувачем флотськими Силами на Каналі. Незабаром він став представником Адміралтейства в Міністерстві авіації. У серпні 1940 року Ланселот Голланд був підвищений до віцеадмірала.
З листопада 1940 року Голланд командував 18-ю крейсерською ескадрою, яка служила в Середземному морі. До цього часу зарекомендував себе як експерт зі стрільби. Командував крейсерським угрупованням «H» під час битви біля мису Спартівенто 27 листопада 1940 року.
12 травня 1941 року Голланд став командувачем ескадри лінійних крейсерів. Буквально за кілька днів новий німецький лінкор «Бісмарк» в супроводі важкого крейсера «Принц Ойген» спробував прорватися в Північну Атлантику. Їхньою місією було атакувати конвої союзників. 22 травня, відразу після півночі, Голланд підняв свій прапор на борту лінійного крейсера «Hood» і у супроводі нового лінкора «Принц Уельський» вийшов на перехоплення ворожого угруповання. Британські есмінці «Електра», «Ахейтіс», «Антилопа», «Ентоні», «Ехо» та «Ікар», які супроводжали їх, відпливли, щоб прикрити північні підходи. Намір полягав у тому, щоб сили дозаправилися у Хваль-фіорді, Ісландія, а потім знову відпливли, щоб спостерігати за Данською протокою. Увечері 23 травня погода зіпсувалася. О 20:55 адмірал Голланд на борту «Гуда» сигналізував есмінцям: «Якщо ви не зможете підтримувати цю швидкість, мені доведеться йти без вас. Ви повинні йти на найкращій швидкості». О 02:15 ранку 24 травня есмінцям було наказано розподілитися з інтервалом у 15 миль для пошуку на північ.
Приблизно о 05:35 німецькі війська були помічені спостерігачем «Худа», а незабаром після цього німці помітили британські кораблі. Під час подальшої битви в Данській протоці «Гуд» зазнав прямого влучення залпом «Бісмарка» з дистанції від 8 до 9,5 миль (15-18 км). Майже одразу поблизу грот-щогли виник велетенський фонтан вогню, після чого стався потужний вибух, який розірвав крейсер навпіл. Адмірал і всі члени екіпажу з 1418 осіб, крім трьох, загинули. Один із тих, хто вижив, Тед Бріггс, пізніше заявив, що він востаннє бачив Голланда, який сидів у своєму адміральському кріслі, у повній пригніченості, не роблячи жодної спроби втекти з корабля, що тоне.
Лінкор «Принц Уельський» продовжував бій поодинці, але через зазнані пошкодження від влучень німецьких снарядів, включно з ударом по його містку, який забрав життя багатьох офіцерів, невдовзі вийшов з бою та відступив. Бій вважається тактичною перемогою німецького флоту. Через пошкодження в паливній системі «Бісмарк» змушений був припинити виконання бойового завдання та спробував прорватися до берегів окупованої Франції. Значні британські сили переслідували його та врешті-решт наздогнали й після нетривалого бою затопили.
Голланд посмертно був відзначений у наказі.